# Karim Leklou

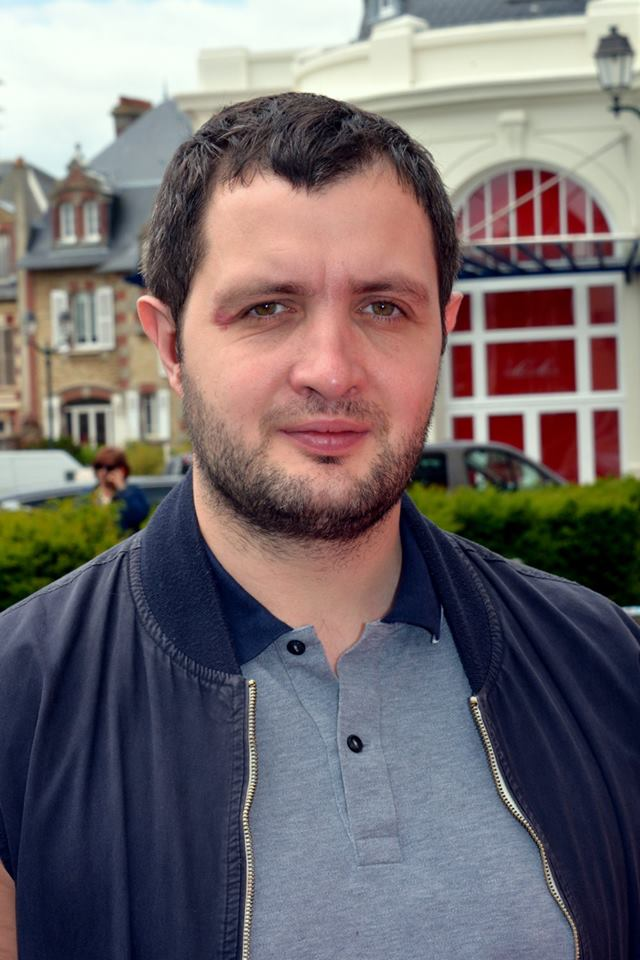
Karim Leklou 2018

Karim Leklou (* 20. Juni 1982 in Sèvres) ist ein französischer Filmschauspieler.

## Leben
Leklou wurde als Sohn eines Lageristen und einer Rezeptionistin in Sèvres geboren und wuchs in Saint-Cyr-l’École auf. Auch wenn er sich bereits früh für den Film interessierte, beendete er die Schulzeit mit dem Baccalauréat technologique STT (Sciences et technologies tertiaires) und erwarb das Brevet de technicien supérieur (BTS) im Bereich Wirtschaft, das er mit der Licence professionnelle technique mit Spezialisierung Personalressourcen abschloss. Es folgten kleinere Arbeiten, unter anderen in Hotels und beim Telemarketing zum reinen Gelderwerb, während der parallel dazu Theaterabendkurse in Paris nahm. Ohne klassische Schauspielausbildung drehte er mit Freunden einen Kurzfilm und nahm an verschiedenen Castings für Filme bei, bei denen er schließlich als Schauspieler entdeckt wurde. In Filmen wie Der Pflichtverteidiger und Ein Prophet war Leklou in kleinen Rollen zu sehen und trat auch in Fernsehproduktionen auf. Erste Aufmerksamkeit erhielt Leklou 2011 mit den Filmen Kleine Riesen und Quelle der Frauen, die auf den Internationalen Filmfestspielen von Cannes  liefen; Leklou wurde in Cannes als eines der Talents Cannes Adami gelistet.
Im Jahr 2013 war Leklou im Kurzfilm Marseille la nuit erstmals in einer Hauptrolle zu sehen. Der Film wurde für einen César als Bester Kurzfilm nominiert; Leklou gewann für die Rolle des Teddy die Darstellerpreise des Festivals Premiers Plans d’Angers und des Festival Côté court de Pantin. Auch in den Folgejahren war Leklou immer wieder als Hauptdarsteller in Filmen zu sehen, so in Raphaël Jacoulots Coup de chaud und Romain Gavras’ Die Welt gehört dir. Für seine Darstellung des Dealers Farès in Die Welt gehört dir wurde Leklou 2019 für einen César in der Kategorie Bester Nachwuchsdarsteller nominiert. Seine erste Césarnominierung als Bester Nebendarsteller erfolgte 2022 für seine Darstellung des Yass im Polizeifilm Bac Nord – Bollwerk gegen das Verbrechen, der lose auf wahren Begebenheiten beruht.

## Filmografie
- 2009: Der Pflichtverteidiger (Commis d’office)
- 2009: Ein Prophet (Un prophète)
- 2009: Reporters (TV-Serie, eine Folge)
- 2009: Mia (Kurzfilm)
- 2010: Der Name der Leute (Le nom des gens)
- 2010: Sans queue ni tête
- 2011: Tata Bakhta (TV)
- 2011: Die freien Menschen (Les hommes libres)
- 2011: Kleine Riesen (Les géants)
- 2011: Quelle der Frauen (La source des femmes)
- 2011: 1, 2, 3, voleurs (TV)
- 2011: Lofti Ben Kallah
- 2011: Scène de vestiaire (Kurzfilm)
- 2012: L’affaire Gordji, histoire d'une cohabitation (TV)
- 2012: La fleur de l’âge
- 2012: Marseille la nuit (Kurzfilm)
- 2013: 11.6 – The French Job (11.6)
- 2013: Die unerschütterliche Liebe der Suzanne (Suzanne)
- 2013: Grand Central
- 2013: Pour ton bien (Kurzfilm)
- 2013: Ce qui nous échappe (Kurzfilm)
- 2014: Bébé tigre
- 2015: Sous X
- 2015: Les anarchistes
- 2015: Coup de chaud
- 2015: The Last Panthers (TV-Mehrteiler)
- 2016: Die Welt sehen (Voir du pays)
- 2016: Toril
- 2016: Die Lebenden reparieren (Réparer les vivants)
- 2016: Rastlos, Renée (Orpheline)
- 2017: Si tu voyais son cœur
- 2018–2021: Hippocrate (TV-Serie)
- 2018: Joueurs
- 2018: Die Welt gehört dir (Le monde est à toi)
- 2020: La troisième guerre
- 2020: Bac Nord – Bollwerk gegen das Verbrechen (BAC Nord)
- 2021: Un monde
- 2023: Vincent Must Die (Vincent doit mourir)
- 2024: Beating Hearts (L’amour ouf)

## Auszeichnungen (Auswahl)
- 2011: Talents Cannes Adami, Internationale Filmfestspiele von Cannes, für Kleine Riesen und Quelle der Frauen
- 2013: Darstellerpreis, Premiers Plans d’Angers, für Marseille la nuit
- 2013: Preis als bester Darsteller, Festival Côté court de Pantin, für Marseille la nuit
- 2019: Swann d’or als bester Nachwuchsdarsteller, Festival du film de Cabourg, für Die Welt gehört dir
- 2019: César-Nominierung, Bester Nachwuchsdarsteller, für Die Welt gehört dir
- 2022: César-Nominierung, Bester Nebendarsteller, für Bac Nord – Bollwerk gegen das Verbrechen
- 2025: César-Nominierung, Bester Hauptdarsteller, für Le roman de Jim